# Jonathan P. Dolliver
Jonathan P. Dolliver (Kingwood, 1858. február 6. – Fort Dodge, 1910. október 15.) az Amerikai Egyesült Államok szenátora (Iowa, 1900–1910).